# Lambeth
Lambeth là một địa điểm tại Luân Đôn, Anh, thuộc London Borough of Lambeth. Cư ly là 1 dặm (1,6 km) về phía đông nam Charing Cross. Tên gọi được ghi chép năm 1062 là Lambehitha, có nghĩa là 'nơi cập bờ cho cừu', và năm 1255 là Lambeth. Tên gọi này đề cập đến một bến cảng nơi cừu thường được vận chuyến đến hoặc đi. Nó được tạo thành từ tiếng Anh cổ 'lamb' và 'hythe.